# FIRE AGE
「FIRE AGE」（ファイヤーエイジ）はザ・クロマニヨンズの3rdアルバムである。

## 概要
4thシングル「エイトビート」や5thシングル「スピードとナイフ」なども収録された全14曲入りのアルバム（ただし、エイトビートはシングルとは別テイク）。
1stアルバム「ザ・クロマニヨンズ」は3日、2ndアルバム「CAVE PARTY」はわざとダラダラやったために5日でレコーディングを終了したが、今作のレコーディングに何日間かかったのかは不明。
初回生産限定盤には、「ここでしか見られない!貴重なライブ映像第3弾」を収録したDVDが付いている。なお、このDVDには結成当初からライブでのみ演奏されていた「渋滞」が収録されている。
曲順はすべて、甲本ヒロトが考えている。

### 楽曲解説
1. エイトビート
4thシングル。
シングルとは別テイクで、ボーカルとハーモニカが前面に出て、ギターが抑えめになっている。
2. ゴーゴーゴー
3. ぼうふら
蚊の幼虫を、曲名のモチーフの一つとしている。
4. 独房暮らし
5. 自転車リンリンリン
6. ニャオニャオニャー
7. 海はいい
8. スピードとナイフ
5thシングル。
9. ナントカドン
10. 太陽さん
玉置浩二や青葉市子にも同名の曲が存在する（曲自体は異なる）。
11. まーだーまーだー
12. 化石とミイラ
13. ジェームス・ディーン
アメリカの俳優を、曲名のモチーフとしている。
14. ドロドロ

## 収録曲

### Disc 1: CD
| 全編曲: ザ・クロマニヨンズ。 |                          |            |       |
| #                            | タイトル                 | 作詞・作曲 | 時間  |
| 1.                           | 「エイトビート」         | 甲本ヒロト | 3:28  |
| 2.                           | 「ゴーゴーゴー」         | 真島昌利   | 3:21  |
| 3.                           | 「ぼうふら」             | 甲本ヒロト | 3:01  |
| 4.                           | 「独房暮らし」           | 甲本ヒロト | 2:26  |
| 5.                           | 「自転車リンリンリン」   | 真島昌利   | 3:18  |
| 6.                           | 「ニャオニャオニャー」   | 真島昌利   | 5:11  |
| 7.                           | 「海はいい」             | 真島昌利   | 4:04  |
| 8.                           | 「スピードとナイフ」     | 甲本ヒロト | 3:15  |
| 9.                           | 「ナントカドン」         | 甲本ヒロト | 3:11  |
| 10.                          | 「太陽さん」             | 真島昌利   | 3:10  |
| 11.                          | 「まーだーまーだー」     | 真島昌利   | 3:53  |
| 12.                          | 「化石とミイラ」         | 甲本ヒロト | 3:33  |
| 13.                          | 「ジェームス・ディーン」 | 真島昌利   | 3:46  |
| 14.                          | 「ドロドロ」             | 甲本ヒロト | 3:01  |
| 合計時間:                    | 合計時間:                | 合計時間:  | 48:38 |

### Disc 2: DVD（初回生産限定盤）
| #  | タイトル                                       | 作詞 | 作曲・編曲 |
| -- | ---------------------------------------------- | ---- | ---------- |
| 1. | 「ここでしか見られない!貴重なライブ映像第3弾」 |      |            |

## 参加アーティスト
ザ・クロマニヨンズ
- 甲本ヒロト（ボーカル、ハーモニカ）
- 真島昌利（ギター）
- 小林勝（ベース）
- 桐田勝治（ドラムス）